# Scaphinus muticus
Scaphinus muticus là một loài bọ cánh cứng trong họ Cerambycidae.